# Methana parva
Methana parva är en kackerlacksart som beskrevs av Shaw 1925. Methana parva ingår i släktet Methana och familjen storkackerlackor. Inga underarter finns listade i Catalogue of Life.